# Qazvin (tỉnh)
Tỉnh Qazvin (tiếng Ba Tư: استان قزوین, Ostān-e Qazvin) là một trong 31 tỉnh ở tây bắc của Iran. Tỉnh lỵ đóng ở Qazvin. Tỉnh có diện tích 23.701 km², dân số năm 2006 là 1,14 người, mật độ dân số người/km². Tỉnh có huyện. Tỉnh có 44 huyện.
Tỉnh đã được tạo lập vào năm 1993 một phần của tỉnh Tehran và bao gồm 20 thành phố Qazvin, Takestan, Abyek, Buin-Zahra, Eqhbalieh, Mohammadieh, Alvand, Esfarvarin, Mahmood Abad Nemooneh, Khoram Dasht, Zia Abad, Avaj, Shäl, Danesfahan, Abgarm, Ardägh, Moallem Keläyeh, Razmian Kouhin và Bidestan trong các hình thức trong bốn thành thị (thành phố chính) bao gồm 18 phần, 44 huyện, và 1.543 làng.
Cả tỉnh có dân số 1,14 triệu người theo điều tra dân số năm 2006, trong đó 68,05% sống ở các thành phố và 31,95% tại các làng. Tỷ lệ của nam giới phụ nữ là 50,7 đến 49,3%. 99,61% dân số tỉnh được người Hồi giáo và 0,39% của phần còn lại đến từ các tôn giáo khác. Tỷ lệ biết chữ trên 82%, đứng thứ 7 tại Iran.